# 1896年大西洋飓风季
1896年大西洋飓风季的活跃度相对偏低，但却包含有多个造成重大破坏的热带气旋，其中一场飓风在美国导致的破坏尤为严重。7月上旬，首场飓风在墨西哥湾形成，拉开飓风季序幕；最后一个热带气旋则是11月下旬小安的列斯群岛上空一场移动速度非常缓慢的热带风暴。根据文献记载，本季共有七个热带天气系统，其中六个达到飓风强度，且有两场大型飓风，即强度达到现代萨菲尔-辛普森飓风等级的三级或以上标准的热带气旋。共有六场风暴直接对陆地构成一定程度影响，仅有第六号飓风自始至终位于开放海域上空，只对海上航线构成威胁。此外，8月28至29日北卡罗莱纳州近海可能还存在另一场风暴，但现代重新分析结果显示数据记载不足，不能确定这场风暴属于热带气旋。全季所有风暴至少造成286人死亡，经济损失超过1000万美元。
本季首场飓风于7月7日登陆佛罗里达州西北狭长地带，彭萨科拉受到狂风破坏，沿海发生洪灾，港口还有多艘船只被毁。接下来大西洋盆地陷入沉寂，直到8月下旬才出现另一场飓风，在波多黎各引发大范围河流洪灾，风暴此后北上吹袭新英格兰东部。第三号飓风没有逼近陆地，但外围雨带在北卡罗莱纳州外滩群岛产生阵风。9月29日，人称“锡达礁”的第四号飓风以大规模风暴潮席卷佛罗里达州锡达礁，气旋的移动速度很快，对美国东部构成重大破坏，在华盛顿哥伦比亚特区、另外八个州和五大湖区域共夺走202条人命，损失总额超过800万美元。第四号飓风过去约两周后，第五号飓风又沿美国东岸平行移动，导致大范围沿海地区被淹，财产受到严重破坏。接下来的第六号飓风自始至终远离陆地，具体影响缺乏文献记载。全季最后一场热带风暴在蒙塞拉特島降下瓢泼大雨并引发重大洪灾，近50人溺毙，另有大量民宅毁于一旦。

## 风暴

### 第一号飓风
从已有文献记载来看，1896年大西洋飓风季第一个热带气旋的起源沿无定论。根据美国国家飓风中心的正式记载，这场风暴是在古巴上空向西北方向移动，美国国家气象局的当代天气图记录表明气旋很可能是在墨西哥湾西部成型，另有多份新闻报导认为飓风是朝东面前进，此外，1896年7月古巴没有出现过极端恶劣的天气。已有记录表明风暴很可能在7月5日增强成飓风，再于7月7日以二级飓风强度从彭萨科拉东侧登陆佛罗里达州西北狭长地带。气旋上岸期间产生狂风，风速高达每小时160公里。飓风在陆地上空急剧减弱，持续北上五天后，系统残留于7月12日在巴芬湾附近消散。
彭萨科拉及沿海地区遭受大面积破坏，并以船舶损失最为惨重。彭萨科拉的港口内有九艘渔船沉没，两艘三桅帆船和一艘双桅横帆船受损，另有多艘小型船只失事。受气旋影响，市内部分楼房、烟囱、标志牌、遮阳篷和输电线缆被毁，约有35幢房屋、多间商铺、一家酒店和一所教堂失去屋顶，部分街道因树木倒塌无法通行，多条近海铁路被冲毁，全市的损失总额估计为十万美元。风暴逐渐深入内陆，阿拉巴马州、乔治亚州、南卡罗莱纳州、北卡罗莱纳州部分地区和弗吉尼亚州南部降下暴雨并有强烈阵风。南卡罗莱纳州的格林伍德雨量最高，有300毫米。7月8日早上，气旋东侧雨带在北卡罗莱纳州哈利法克斯县催生出龙卷风，导致一人丧生，多幢房屋被毁。弗吉尼亚州当天也出现多场龙卷风，致使五人受伤并伴有一定程度破坏。

### 第二号飓风
8月30日，小安的列斯群岛东侧出现热带风暴并朝西北方向移动，并于次日夜间以二级飓风强度登陆波多黎各南海岸，在当地产生狂风暴雨。接下来几天里，气旋从伊斯帕尼奥拉岛和古巴北侧近海经过，岛上风速达到热带风暴强度。风暴于9月6日夜间逼近巴哈马，在此期间有轮船经过飓风中心并测得956毫巴（百帕，28.24英寸汞柱）气压，据此推算得出飓风此时的最大持续风速为每小时185公里，达到三级飓风强度，是1896年大西洋飓风季首场大型飓风，这也是正式记载中气旋的最高强度。测得最低气压的船只受到重创，一名船员落水后遇难。风暴整体保持北上趋势，强度逐渐回落至飓风下限，于9月10日以风力时速130公里强度登陆马萨诸塞州东部，气旋此时的最大风速半径约为55公里。风暴登陆期间，罗得岛州和马萨诸塞州的风速都达到飓风强度。不久，系统就转变成温带气旋。
波多黎各多条河流泛滥，引发大面积洪灾。胡安娜迪亚斯沿海有五幢民宅被毁。飓风此后又在新泽西州至新英格兰东部间的美国东北部沿海地区产生大风，沿海物业和小型船只遭受重创。气旋激起强烈风暴潮，沿海许多街道、码头和地窖被淹，狂风深入内陆，致使庄稼受损，果树的果实掉落。罗得岛州朱迪思角（Point Judith）有五艘船只被毁，阵风时速达130公里；布洛克岛（Block Island）的阵风时速也有121公里。受风暴影响，罗得岛州普罗维登斯的通讯线缆中断，多艘游艇冲上海滩。普罗维登斯北侧的多切斯特湾（Dorchester Bay）有四艘单桅纵帆船沉没。气旋对波士顿的破坏程度较轻，基本上只有烟囱、围栏和标志牌受损。9月14日，数天前遭遇飓风且饱受创伤的意大利三桅帆船“蒙特塔博号”（Monte Tabor）在鳕鱼角海滩搁浅，船上七名船员安全上岸，但却有包括船长在内的另外三人出人意料地在船搁浅时自杀。

### 第三号飓风
9月18日，小安的列斯群岛东侧已形成规模异常庞大的风暴。气旋朝西北方向前进，9月22日，位于风暴中心西南方向约800公里的哈瓦那测得气压逐渐下降。9月23日，多艘船只在行经墨西哥湾暖流期间遇到飓风，其中一艘的船帆受损。气旋此后在美国东岸东北方向较远处洋面重现，北卡罗莱纳州戴尔县基蒂霍克（Kitty Hawk）的东北阵风时速仍有93公里，位于风暴西北方向约480公里的哈特拉斯角（Cape Hatteras）阵风时速也有82公里。不过，上述记载仍然不足以确定飓风的强度变化和移动路线，大西洋飓风数据库认为气旋是9月28日在冰岛以南洋面消散。

### 第四号飓风
第四号飓风是1896年大西洋飓风季最致命且造成破坏最严重的热带气旋，也是美国历史上有数的惨烈飓风:101。风暴于9月22日以热带风暴强度经过背风群岛，然后向西穿越加勒比海北部。增强成本季第二场大型飓风后，气旋于9月28日经过尤卡坦海峡，接下来又加速朝东北偏北前进。9月29日清晨，飓风吹袭佛罗里达州锡达礁并进入内陆穿过莱维县。虽然风暴规模较小，但强度颇高，快速北上穿越佛罗里达州北部和乔治亚州南部期间风速降幅很小。飓风行进路线东侧的中大西洋地区狂风肆虐，西侧的北卡罗莱纳州北部至宾夕法尼亚州南部降下暴雨。风暴转变成温度气旋后于9月29日晚袭击华盛顿哥伦比亚特区，然后又经过宾夕法尼亚州中部，最终在纽约州南部附近消散，残留部分同五大湖的另一个低气压天气系统融合。
高达3.2米的强烈席卷锡达礁，造成大量建筑受损，岛上连接本土大陆的铁路也被冲毁，多个外围岛屿的交通中断，部分地区被完全淹没，共有31人丧生:59–61。狂风将当地大量重要经济作物红柏刮倒:97，多家雪松林木作坊严重损毁:53。飓风摧残之下，佛罗里达州内陆许多社区变得满目疮痍，成千上万的居民流离失所:65。受灾最严重的地区仅有少量民居和商铺依然屹立。气旋将佛罗里达州北部和乔治亚州南部数百万英亩松林夷平，当地松节油产业陷入瘫痪:66。狂风在萨凡纳肆虐45分钟之久，数以千计的房屋失去屋顶，多个公园一片狼籍。此外，海洋群岛的航运和沿海定居点同样受到极其严重的破坏。
飓风持续北上，弗吉尼亚州多个城市和农村地区也受到大面积破坏。雪伦多亚河谷暴发山洪，导致位于斯汤顿附近的上游河段路堤坝坍塌，将无数房屋冲离地基，城内商务区严重受创:103。华盛顿哥伦比亚特区有成千上万的树木折断或被连根拔起，市内通讯中断，强烈的局部阵风致使大量公共及私人建筑受损。白宫的草坪上也倒有许多树木，其中不乏颇具历史意义的植株。狂风暴雨笼罩下的宾夕法尼亚州发生洪灾，引发大面积破坏，该州西部多条铁轨被冲毁，兰开斯特县及其周边有成百上千的谷仓毁于一旦:105。萨斯奎哈纳河上一座长1640米的桥梁被毁:105，盖茨堡战场遗址有成百上千的树木倒塌，其中一些还倒在历史古迹上。受大风影响，美国东北部各地都有树木倒塌，输电线缆中断，风暴转变成温带气旋后又对五大湖的航运构成严重影响。整场飓风沿途一共导致202人丧生，损失总额超过960万美元。

### 第五号飓风
10月7日，墨西哥湾南部出现弱热带风暴。气旋朝东北偏东移动，于协调世界时10月9日凌晨2点左右从西南佛罗里达某个人烟稀少的区域登陆。经过该州西北狭长地带后，风暴略朝东北转向并逐渐强化。飓风的移动速度异常缓慢，于10月11日达到最高强度，估计最大持续风速为每小时155公里，此后不久就从北卡罗莱纳州哈特拉斯角东南方向仅185公里近海经过，这也是风暴距陆地最近的时刻。受气旋影响，弗吉尼亚州至新英格兰南部沿海地区接下来几天里出现飓风强度阵风。10月14日凌晨0点，风暴转变成温带气旋，最终在袭击新斯科舍中部海岸后于10月16日逐渐消散。
飓风对佛罗里达州的整体影响很小，基本只有东北部部分沿海地区发生洪灾。中大西洋地区海岸沿线因风暴潮发生洪灾，弗吉尼亚屏障群岛中的科布岛被淹并受到严重侵蚀，许多酒店和房屋受到重创。受飓风影响，科布岛的面积大幅缩减至只有原本三分之一大小，岛上居民之后撤离，这里作为度假胜地的历史也划上句点。泽西海岸沿线低洼地区的多条铁路被淹，还有板桥毁于一旦，海滩上大量房屋受创。纽约州康尼岛的沿海设施受到价值20万美元的破坏。吹袭新英格兰东部的阵风时速达到130公里，当地航运受到重大影响。一艘双桅纵帆船在特拉华州搁浅，导致正同恶劣海况搏斗的三名水手跌落后遇难:108。整场飓风造成的损失总额约为50万美元。

### 第六号飓风
本季第六号飓风的文献记载很少，风暴最早在10月17日於北纬9°、西经44°附近海域出现，在大西洋开放海域行进两周期间增强至中等飓风强度，最后在北纬36°、西经35°附近经过后失去踪影。10月28日，一艘船在遇到强飑或龙卷风后受损，此时船的位置估计在风暴西北方向约1300公里洋面，天气依旧电闪雷鸣。如果这场风暴的规模异常庞大，那么上述恶劣天气是由此飓风造成。经过现代重新分析，气象学界仍然只发现此次事件有可能同这场风暴有关。

### 第七号热带风暴
11月27日，本季最后一场风暴在向风群岛以南较远处的洋面上空形成。气旋缓慢北上，狂风暴雨在特立尼达岛、圣文森特岛和巴巴多斯肆虐。蒙塞拉特岛持续降雨数日，导致岛上11月28日晚出现“云爆”奇观，直到次日早上现象才有减弱。风暴强度始终没有达到飓风标准，最终于11月29日在安圭拉东北方向约160公里近海经过后失去踪影。降下暴雨的的多个岛屿山区及山谷暴发山洪，导致物业和庄稼被毁，多个棉花、咖啡和甘蔗种植园受到重创。
蒙塞拉特岛一家种植园在21小时内降下至少537毫米雨量，并且考虑到三处地点的雨量计都已溢出，所以实际数值可能更高。估计局部山坡地区雨量高达数英尺，引起山体滑坡，许多树木被毁，地面推满巨石和大量泥土。普利茅斯部分民房被卷入大海，致使31人溺亡。多地的公路被冲毁，灾后岛上仅有一座桥梁留存。整场风暴一共导致46人淹死，还有许多人无家可归。时任殖民地大臣约瑟夫·张伯伦估计岛上蒙受的经济损失约为4.9万美元。气旋经过期间当地还发生多起地震，令灾情雪上加霜。从特立尼达岛出发前往伦敦的“希腊人号”（Grecian）船只在蒙塞拉特岛近海搁浅，由于搁浅地点是坚硬的岩层地形，全部30名船员中有29人遇难，仅有抓到船体碎片漂浮到岛上的大副生还，然后步行深入内陆数英里后获救。